# 源連
源 連（みなもと の つらぬ、生没年不詳）とは平安時代中期の官人。官職は左兵衛大尉。大納言源定の曾孫。源泉の息子。

## 経歴
左大臣源高明に仕える。969年（安和2年）3月25日、左馬助源満仲と前武蔵介藤原善時に謀反を密告される。それによって公卿達が直ちに参内し、諸門を閉じ会議により連は平貞節と共に五畿七道諸国に追討令が出された。

## 逸話
969年に源高明が太宰府に流された安和の変の後、高明の忠臣達が捕えられそうになった。或る日、京都の東の方で19間（約34m）ばかりの塀が突然倒れたので、京都では上を下への大騒ぎとなった。この騒ぎにまぎれて連等が逃亡を企て、地方に逃げて行った。連はよく知っている檜原谷の小岩に落ちのびて、捕まることはなかった。後に橘高安にかくまわれ、後に為平親王の第4子為定王子（源為定）を呼び寄せたとされる。

## 系譜
- 父:源泉
- 母:不詳
- 妻:不詳
- 子:不詳